# Curva448
En criptografía, Curva448 o Curva448-Goldilocks es una curva elíptica que ofrece potencialmente 224 bits de seguridad y está diseñada para su uso con el esquema de claves de curva elíptica Diffie-Hellman (ECDH). Desarrollada por Mike Hamburg de Rambus Cryptography Research, Curve448 tiene mejor rendimiento en comparación con otras curvas propuestas con seguridad comparable. La implementación de referencia está disponible bajo una licencia del MIT. La curva tiene el apoyo del Grupo de Investigación en Internet - Grupo de Investigación del Foro de Criptografía (IRTF CFRG) para su inclusión en futuros estándares TLS junto con Curve25519. En 2017, el NIST anunció que Curve25519 y Curve448 se añadirían a la Publicación Especial 800-186, que especifica las curvas elípticas aprobadas para su uso por el Gobierno Federal de los EE. UU. Ambas se describen en RFC 7748.